# هالوكربون
الكربون الهالوجيني أو الهالوكربون (بالإنجليزية: Halocarbon) هي مواد كيميائية ترتبط فيها ذرة أو أكثر من ذرات الكربون بروابط تساهمية مع ذرة هالوجين أو أكثر (الفلور أو الكلور أو البروم أو اليود) مما أدى إلى تكوين مركبات فلورية عضوية، ومركبات الكلور العضوية، ومركبات البروم العضوية، ومركبات اليود العضوي . الهالوكربونات الكلورية هي الأكثر شيوعًا وتسمى الكلوريد العضوي.
تحتوي العديد من المركبات العضوية الاصطناعية مثل البوليمرات البلاستيكية، وعدد قليل من المركبات الطبيعية، على ذرات الهالوجين؛ تُعرف باسم المركبات المهلجنة أو الهالوجينات العضوية.
الكلوريد العضوي هي أكثر الهاليدات العضوية استخدامًا في الصناعة، على الرغم من استخدام الهاليدات العضوية الأخرى بشكل شائع في التوليف العضوي. باستثناء الحالات النادرة للغاية، لا يتم إنتاج الهاليدات العضوية بيولوجيًا، ولكن العديد من المستحضرات الصيدلانية هي مركبات عضوية. مع الجدير بالذكر أن العديد من الأدوية مثل بروزاك لديها مجموعات ثلاثي فلورو ميثيل.
للحصول على معلومات حول كيمياء هاليد غير العضوية، انظر هاليد.

## العائلات الكيميائية

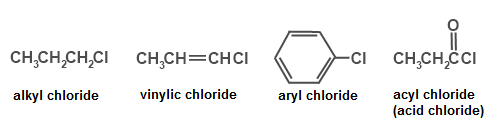
أمثلة على الهالوجينات العضوية كلوريدات

تُصنف الهالوكربونات عادةً بنفس الطرق التي تُصنف بها المركبات العضوية المُنظَّمة بشكل مشابه والتي تحتوي على ذرات هيدروجين تحتل المواقع الجزيئية لذرات الهالوجين في الهالوكربونات. من بين العائلات الكيماوية:
- ألكان هالوجيني - مركبات ذات ذرات كربون مرتبطة بروابط مفردة
- ألكين هالوجيني - مركبات ذات رابطة مزدوجة أو أكثر بين ذرات الكربون
- أروماتيكس هالوجيني - مركبات ذات ذرات كربون مرتبطة في واحدة أو أكثر من الحلقات العطرية مع سحابة باي على شكل كعكة.

غالبًا ما تسمى ذرات الهالوجين في جزيئات الهالوكربون "بدائل"، كما لو كانت تلك الذرات قد استبدلت بذرات الهيدروجين. ومع ذلك، يتم تحضير الهالوكربونات بطرق عديدة لا تشتمل على الاستعاضة المباشرة عن الهالوجينات بالهيدروجين.

## التاريخ والسياق
يتم إنتاج عدد قليل من الهالوكربونات بكميات هائلة بواسطة الكائنات الحية الدقيقة. فعلى سبيل المثال، يقدر أن الكائنات الحية البحرية تنتج سنويا عدة ملايين من أطنان بروميد الميثيل. معظم الهالوكربونات الموجودة في الحياة اليومية - المذيبات والأدوية والبلاستيك - من صنع الإنسان. تم تحقيق أول توليف للهالوكربونات في أوائل القرن التاسع عشر. بدأ الإنتاج يتسارع عندما تم اكتشاف خصائصها المفيدة كمذيبات ومخدر. أدى تطوير اللدائن الاصطناعية إلى توسيع نطاق الإنتاج إلى حد كبير. نسبة كبيرة من الأدوية هي الهالوكربونات.

### الهالوكربونات الطبيعية
يتم إنشاء كمية كبيرة من الهالوكربونات التي تحدث بشكل طبيعي بواسطة حطب الخشب أو الديوكسين أو الأنشطة البركانية. المصدر الثاني الكبير هو الطحالب البحرية التي تنتج العديد من مركبات الميثان المكلورة والمركبات المحتوية على الإيثان. هناك عدة آلاف من الهالوكربونات المعقدة المعروفة، التي تنتجها الأنواع البحرية بشكل رئيسي. على الرغم من أن مركبات الكلور هي غالبية المركبات المكتشفة، فقد عُثِرَ أيضًا على البروميد واليود والفلوريد.

## مركبات اليود العضوية
تتشابه مركبات اليود العضوي، التي تسمى اليوديد العضوي، في مركبات الكلور العضوي ومركبات البروم العضوي، ولكن تكون رابطة CI أضعف. العديد من اليويدات العضوية معروفة، ولكن القليل منها ذو أهمية صناعية كبيرة. يتم إنتاج مركبات اليود بشكل أساسي كمكملات غذائية.
هرمونات الثيروكسين ضرورية لصحة الإنسان، وبالتالي فائدة الملح المعالج باليود.

## الاستخدامات
كان أول هالوكربون يستخدم تجاريًا هو أرجوان صور، وهو بروميد عضوي طبيعي للحلزون البحري.
كانت الاستخدامات الشائعة للهالوكربونات كما المذيبات، المبيدات الحشرية، المبردات والزيوت مقاومة للحريق والمكونات من اللدائن، والمواد اللاصقة ومانعات التسرب عازلة كهربائيا الطلاء، الملدنات، والمواد البلاستيكية . العديد من الهالوكربونات لها استخدامات متخصصة في الصناعة. أحد الهالوكربون السكرالوز، هو مُحلي.

## المخاطر
يميل استقرار الهالوكربونات إلى تشجيع المعتقدات بأنها غير ضارة في الغالب، على الرغم من أن الأطباء أبلغوا في منتصف العشرينيات عن عمال في تصنيع النفثالين متعدد الكلور (PCN) يعانون من حب الشباب (Teleky 1927)، وبحلول أواخر الثلاثينيات كان من المعروف أن العمال المعرضين للنفثالينات المتعددة الكلور يمكن أن يموتون من أمراض الكبد (Flinn & Jarvik فلين وجارفيك 1936)
وأن مادة (ال دي.دي.تي) ستقتل البعوض والحشرات الأخرى  (مولر 1948). بحلول الخمسينيات، كانت هناك العديد من التقارير والتحقيقات في مخاطر مكان العمل.
في عام 1956، على سبيل المثال، بعد اختبار الزيوت الهيدروليكية التي تحتوي على (ثنائي الفينيل متعدد الكلور PCB )، الولايات المتحدة. وجدت البحرية أن ملامسة الجلد تسبب في أمراض الكبد القاتلة في الحيوانات ورفضتها باعتبارها "سامة جدا للاستخدام في الغواصة" (أوينز ضد مونسانتو 2001).
في عام 1962، بدأ كتاب لعالمة الأحياء الأمريكية راشيل كارسون (كارسون 1962) عاصفة من المخاوف بشأن التلوث البيئي، وركز لأول مرة على مادة (ال دي دي تي) والمبيدات الحشرية الأخرى، وبعضها أيضا هالوكربونات. تضخمت هذه المخاوف عندما أبلغ الكيميائي السويدي سورين جنسن في عام 1966 عن بقايا واسعة النطاق من مركبات ثنائي الفينيل متعدد الكلور بين الأسماك والطيور في القطب الشمالي وشبه القطب الشمالي (جنسن 1966). في عام 1974، توقع الكيميائي المكسيكي ماريو مولينا والكيميائي الأمريكي شيروود رولاند أن المبردات الهالوكربونية الشائعة، مركبات الكربون الكلورية فلورية، ستتراكم في الغلاف الجوي العلوي وتدمر الأوزون الواقي (مولينا ورولاند 1974). في غضون بضع سنوات، لوحظ استنفاد الأوزون فوق القارة القطبية الجنوبية، مما أدى إلى فرض حظر على إنتاج واستخدام مركبات الكربون الكلورية فلورية في العديد من البلدان. في عام 2007، قالت الهيئة الحكومية الدولية المعنية بتغير المناخ (IPCC) إن الهالوكربونات سبب مباشر للاحتباس الحراري.
مخاطر( ثلاثي كلور الايثيلين TCE) والمذيبات الهالوكربونية الأخرى التي كانت تستخدم على نطاق واسع للتنظيف الصناعي (أندرسون ضد. غريس 1986) (سكوت وكوليانو 2000) (الولايات المتحدة الأكاديميات الوطنية للعلوم 2004) (الولايات المتحدة 2004). في الآونة الأخيرة، أصبح حمض البيرفلوروكتانويك (PFOA)، وهو سلائف في عملية تصنيع تفلون الأكثر شيوعا ويستخدم أيضا لصنع طلاء للأقمشة وتغليف المواد الغذائية، مصدر قلق صحي وبيئي ابتداء من عام 2006 (الولايات المتحدة 2010)، مما يشير إلى أن الهالوكربونات، على الرغم من أنه يعتقد أنها من بين أكثر الخاملة، قد تشكل أيضا مخاطر.
يمكن أن تمثل الهالوكربونات، بما في ذلك تلك التي قد لا تكون مخاطر في حد ذاتها، قضايا التخلص من النفايات. نظرا لأنها لا تتحلل بسهولة في البيئات الطبيعية، تميل الهالوكربونات إلى التراكم. يمكن أن يؤدي الحرق والحرائق العرضية إلى إنتاج منتجات ثانوية أكالة مثل حمض الهيدروكلوريك وحمض الهيدروفلوريك، والسموم مثل الديوكسينات المهلجنة والفيورانات. يتم التحقيق في أنواع ( ديسولفيتوباكتريوم Desulfitobacterium) لإمكاناتها في المعالجة الحيوية للمركبات العضوية المهلوسة المنشأ.